# Albula/Alvra
Albula/Alvra – miejscowość i gmina w Szwajcarii, w kantonie Gryzonia, siedziba administracyjna regionu Albula. Powstała 1 stycznia 2015 z połączenia gmin Alvaneu, Alvaschein, Brienz/Brinzauls, Mon, Surava, Stierva i Tiefencastel.

## Demografia
W Albula/Alvra mieszka 1327 osób. W 2020 roku 15,6% populacji gminy stanowiły osoby urodzone poza Szwajcarią. 64% mieszkańców posługuje się językiem niemieckim.

## Współpraca
Miejscowość partnerska:
- Olten, Solura (kontakty utrzymuje miejscowość Stierva)

## Transport
Przez teren gminy przebiegają drogi główne nr 3 i nr 417.